# Таганај
Таганај (рус. Таганай) је група планинских гребена јужног Урала, на територији Чељабинске области, са највишом тачком од 1178 м. Национални парк Таганај је основан 1991. године, са југозападном границом која се спушта до периферије града Златоуста. Укупна површина парка износи 568 km², са растојањем од 52 км од севера до југа и ширине од око 10-15 км.

## Природно окружење
Шумски свет Таганаја је нека врста чвора који повезује неколико природних зона. Са севера, дуж гребена, пружају се шуме средње тајге где доминирају смрека и јела. Са југоистока се пружају тајге са мешавином бора и брезе. Затим се срећу планинске степе, и подручја субалпских ливада и планинских тундри. Овде, на малом простору, може се видети јединствено суседство биљних врста источне и централне Европе са западноцентралним сибирским врстама.

## Клима
| Клима Златоуст, Русија   | Клима Златоуст, Русија | Клима Златоуст, Русија | Клима Златоуст, Русија | Клима Златоуст, Русија | Клима Златоуст, Русија | Клима Златоуст, Русија | Клима Златоуст, Русија | Клима Златоуст, Русија | Клима Златоуст, Русија | Клима Златоуст, Русија | Клима Златоуст, Русија | Клима Златоуст, Русија | Клима Златоуст, Русија |
| Показатељ \ Месец        | .Јан.                  | .Феб.                  | .Мар.                  | .Апр.                  | .Мај.                  | .Јун.                  | .Јул.                  | .Авг.                  | .Сеп.                  | .Окт.                  | .Нов.                  | .Дец.                  | .Год.                  |
| ------------------------ | ---------------------- | ---------------------- | ---------------------- | ---------------------- | ---------------------- | ---------------------- | ---------------------- | ---------------------- | ---------------------- | ---------------------- | ---------------------- | ---------------------- | ---------------------- |
| Просек, °C (°F)          | −16 (3)                | −14 (6)                | −9 (15)                | 0 (32)                 | 8 (46)                 | 13 (55)                | 16 (60)                | 14 (57)                | 7 (44)                 | 0 (32)                 | −6 (21)                | −14 (6)                | 0 (32)                 |
| Количина падавинаmm (in) | 36 (1,4)               | 28 (1,1)               | 28 (1,1)               | 43 (1,7)               | 58 (2,3)               | 81 (3,2)               | 119 (4,7)              | 79 (3,1)               | 71 (2,8)               | 64 (2,5)               | 48 (1,9)               | 38 (1,5)               | 691 (27,2)             |
| Извор:                   |                        |                        |                        |                        |                        |                        |                        |                        |                        |                        |                        |                        |                        |